# ヤンマー・GA系エンジン
ヤンマー・GA系エンジン（ -じーえーけいえんじん）とは、ヤンマー（エンジン製造事業部。現・ヤンマーパワーテクノロジー）が2013年まで製造していた汎用エンジンの系統。

## 特徴
全種類が空冷・単気筒・キャブレター仕様のOHVガソリンエンジンである。基本的に汎用エンジンではあるが、同社製の農機具および除雪機などに搭載する場合は、外装のカバー類の専用設計がされているものもある。

### 形式名
- GA120ASNS
- GA160ASNS
- GA220SK
- GA280S - シリーズ唯一の1軸バランサ搭載

形式名にある数字はおおよその排気量を示す。
全てメカニカルオートデコンプ付のリコイルスタータ式である。